# Ana Pastor Julián
Ana María Pastor Julián, född den 11 november 1957 i Cubillos del Pan i Zamora, är en spansk politiker (Partido Popular). Sedan den 22 december 2011 är hon infrastrukturminister (Ministra de Fomento) i den spanska regeringen.
Mellan åren 2002 och 2004 var hon socialminister (Ministra de Sanidad y Consumo) i den spanska regeringen.

## Biografi
Ana María Pastor Julián har licentiatexamen i medicin och kirurgi vid Universitetet i Salamanca och statstjänsteman vid Cuerpo Superior de Salud Pública y Administración Sanitaria (ung. ”Överstyrelsen för allmän hälsovård och administration”). Hon har varit kanslichef  i Pontevedras delegation för hälsoplanering i rådet för hälsoplanering och socialtjänst vid Galicens junta (Planificación Sanitaria de la delegación pontevedresa de la Consellería de Sanidad y Servicios Sociales de la Xunta de Galicia), verkställande direktör för primärvården i Pontevedra och sedan provinsdirektör för hälsovården i Galicien (Servicio Galego de Saúde), SERGAS.
Ana María Pastor Julián var chef för Mutualidad General de Funcionarios Civiles del Estado (Muface). 
I januari 1999 utnämndes hon till statssekreterare för kultur- och utbildningsdepartementet (Ministerio de Educación y Cultura) och senare till statssekreterare vid presidentministeriet (Ministerio de la Presidencia). Mellan mars 2001 och juli 2002 var hon statssekreterare vid inrikesministeriet och mellan juli 2002 och april 2004 hälso- och konsumtionsminister.
Mellan mars 2004 och oktober 2004 var hon sektorskoordinator för partiets deltagande och agerande. 
Ana María Pastor Julián valdes till representant för Pontevedra i VII och VIII Lagstiftande församlingen. Hon är medlem i Fundación para el Análisis y los Estudios Sociales (FAES) (ung. ”Stiftelsen för sociala studier och analyser”). 
Vid den XV partikongressen valdes hon till exekutiv sekreterare för socialpolitik. Hon utsågs också till koordinator för sociala frågor (Participación Social). Hon var andre vicepresident vid Deputeradekongressen fram till 13 december 2011.

## Infrastrukturminister
Den 22 december 2011 utnämndes hon till infrastrukturminister (Ministra de Fomento) i den spanska regeringen.